# نصب عدوليت التذكاري
نصب عدوليت التذكاري نقش قديم ثنائي اللغة كتب باستخدام اللغة الجعزية واللغة اليونانية، ويصور الحملات العسكرية لملك عدوليت. عثر عليه عدوليس الساحلية (في إريتريا الحديثة). وعلى الرغم من أن النقش والنصب لم يتم تحديد موقعهما من قبل علماء الآثار ، إلا أنه معروف من خلال ما ورد عنه من قبل كوسماس إنديكوبليوتس ، وهو راهب يوناني من القرن السادس. يحتوي نقش عدوليس على ما قد يكون أول إشارة إلى شعب الآغو (باللاتينية: Agaw).